# Paracymoriza naumanniella
Paracymoriza naumanniella is een vlinder uit de familie van de grasmotten (Crambidae), uit de onderfamilie van de Acentropinae. De wetenschappelijke naam van deze soort is voor het eerst gepubliceerd in 2005 door Wolfgang Speidel, Ulf Buchsbaum en Michael Miller.
De soort komt voor in Indonesië (Lombok).